# The Köln Concert
The Köln Concert és un àlbum de Keith Jarrett publicat el 1975. Es tracta de la gravació en directe d'un concert completament improvisat per Jarrett a l'òpera de Colònia, que constitueix un dels seus treballs més importants i reconeguts.

## Història
The Köln Concert es va gravar el 24 de gener de 1975 en una etapa de la gira europea que Keith Jarrett havia començat el 1973. Era un divendres a dos quarts de dotze de la nit, després de la representació d'una òpera. Era l'única hora que va facilitar la direcció del teatre a la promotora per fer-hi un concert de jazz—el primer que es feia a l'Òpera de Colònia. Es van vendre totes les entrades, amb més de 1400 persones que havien pagat 4 marcs alemanys.
El moment abans de l'actuació, Keith Jarrett estava de mal humor, havia dormit poc, i especialment irritat per la mala qualitat del piano, que no era el que havia demanat, a causa d'una vaga. El concert l'havia organitzat Vera Brandes, que llavors només tenia divuit anys. A petició de Jarrett, Brandes havia seleccionat un Bösendorfer 290 Imperial, un piano de cua per a l'ocasió, però els tramoistes no es van adonar que el piano s'havia emmagatzemat en el soterrani de l'edifici. En el seu lloc, van trobar un altre Bösendorfer més petit, que s'utilitzava només per assajar, i que a més estava en males condicions, i el van pujar a l'escenari. Van caldre unes quantes hores d'afinació i ajustos perquè fos possible de tocar-lo. L'instrument sonava a llauna als registres superiors i dèbil al registre baix, i els pedals no funcionaven bé. Tot i que la promotora Brandes va provar d'aconseguir un altre piano de cua que fos digne de Jarrett, l'afinador que mentrestant estava treballant en el piano més petit la va avisar que transportar un piano de cua sense l'equipament apropiat a baixes temperatures i en mig d'una tempesta deixaria l'instrument irreparable, i Brandes es va veure obligada a quedar-se amb el petit.
Jarrett havia tocat alguns dies abans a Zürich, i encara que Brandes li havia enviat un bitllet d'avió per anar a Colònia a petició de la discogràfica, l'havia cancel·lat per quedar-se els diners i va anar cap a Colònia amb el vell Renault 4 del productor d'ECM Records Manfred Eicher, de manera que van arribar junts la tarda del dia del concert, cansats després d'haver conduït moltes hores. Feia algunes nits que Jarrett no dormia bé, i tenia mal d'esquena pel qual havia de portar faixa. Va haver de córrer fins al final per menjar un precipitat àpat a pocs minuts de començar el concert. Després de comprovar que el piano era d'una qualitat inferior, Jarrett es va negar a tocar. Brandes, que acabava de complir 18 anys, va haver de convèncer Jarrett, de 29 anys, per dur a terme el concert. Gairebé com una idea d'últim moment, els tècnics de so van decidir posar micròfons i gravar el concert, encara que només fos per l'arxiu de l'Òpera.
Fins a l'últim minut va vacil·lar a tocar i va arrencar el concert, per sorpresa general, amb les quatre primeres notes que reprenen el tema musical del truc de crida de la sala de Colònia. La sala, passat un moment de sorpresa divertida, es va deixar prendre per la improvisació al voltant d'aquest tema i Jarrett va realitzar un dels seus concerts més importants.
L'instrument era limitat en els registres superiors, de manera que Jarrett es va concentrar en ostinatos i figures rítmiques. Un aspecte a destacar del concert va ser la capacitat de Jarrett per produir un extens material improvisat sobre una repetició d'un o dos acords per períodes prolongats de temps. Per exemple, en la primera part, passa gairebé 12 minuts improvisant sobre els acords la menor 7 a sol major, de vegades en un temps lent, i altres en una espècie de blues, rock o gospel. Durant prop de 6 minuts de la primera part, improvisa al voltant d'un tema principal en do major. Al voltant dels primers 8 minuts de la part IIa és una repetició en re major sobretot reiterades a la mà esquerra, i a la part IIb, Jarrett improvisa sobre un fa # menor durant els primers 6 minuts.
Malgrat els obstacles, l'actuació de Jarrett va ser rebuda amb entusiasme, i el posterior enregistrament va ser aclamat per la crítica i va esdevenir un èxit comercial enorme. La producció de l'àlbum va ser difícil, sobretot a causa de la mala qualitat del piano. El productor Manfred Eicher i l'enginyer de so de l'etiqueta ECM van passar diversos dies en estudi per millorar la qualitat de les bandes.
Aquest àlbum ha obert en part les portes del jazz a un públic que no hi estava acostumat i va obtenir un èxit popular molt gran. Es tracta d'un dels discs de jazz més venuts al món i de l'àlbum de piano solo més distribuït de tots els temps amb 3,5 milions d'exemplars venuts.
Des del llançament de The Köln Concert, pianistes, alumnes, musicòlegs i altres han demanat a Jarrett que publiqués la música. Al principi, es va resistir a aquestes peticions, ja que, com ell deia, la música que es reprodueix va ser improvisada "en una nit determinada i ha d'anar tan ràpid com ve". Jarret finalment va estar d'acord en la publicació d'una edició autoritzada, però amb la recomanació que cada pianista intentés de tocar la peça tal com ell la va gravar.

## Llista de moviments
El concert original estava compost de dos moviments d'aproximadament 30 minuts cadascun més una represa de 7 minuts que van ser per a la gravació discogràfica descompostos en quatre moviments individuals :
1. "Part I" – 26:15
2. "Part IIa" – 15:00
3. "Part IIb" – 19:19
4. "Part IIc" – 6:59